# 尊·韋德·亞歷山大
（1856年10月7日—1915年5月31日）是一位美國肖像、人物、裝飾畫家和插畫家。

## 畫廊

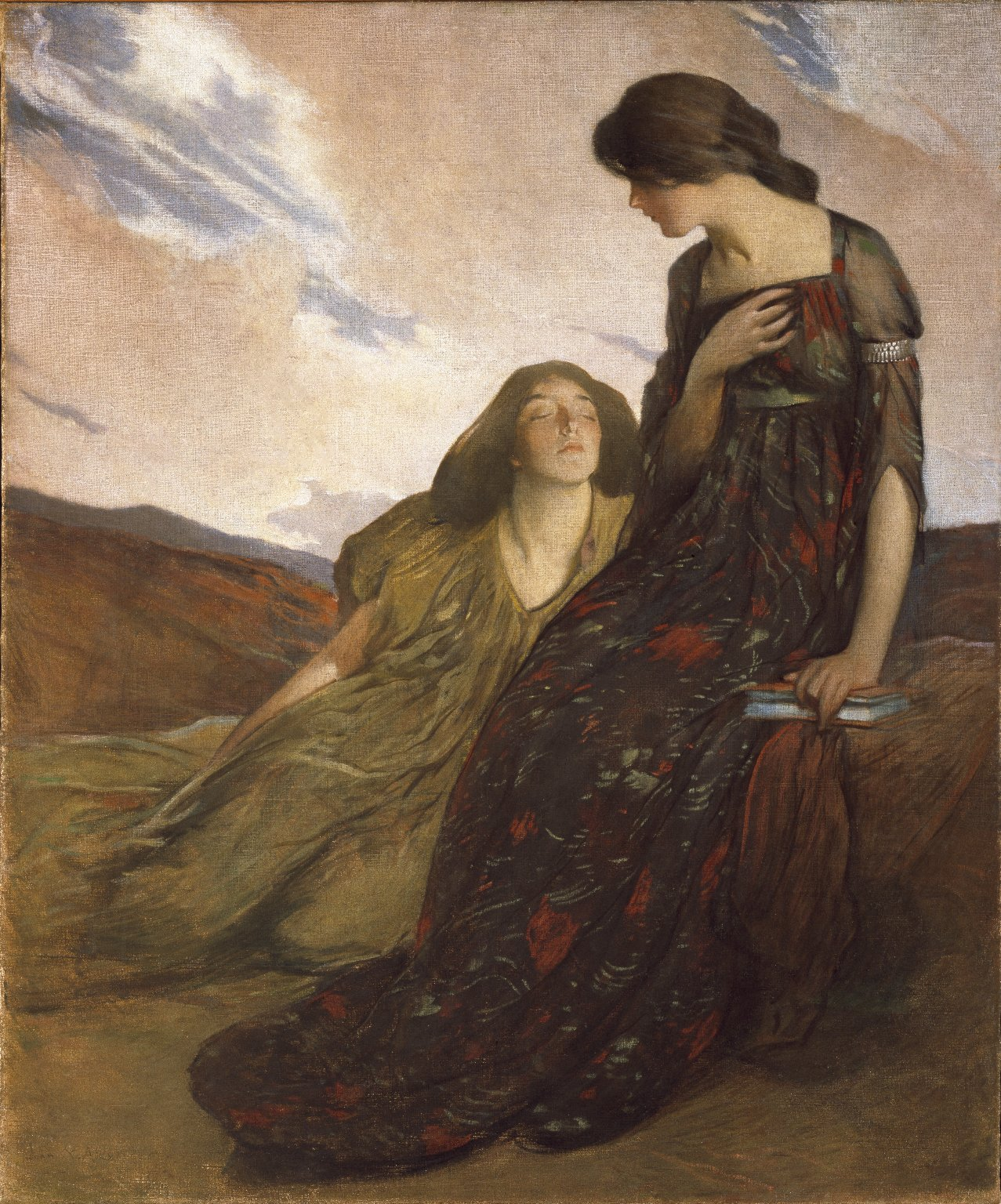
《回憶》，1903年，布魯克林博物館
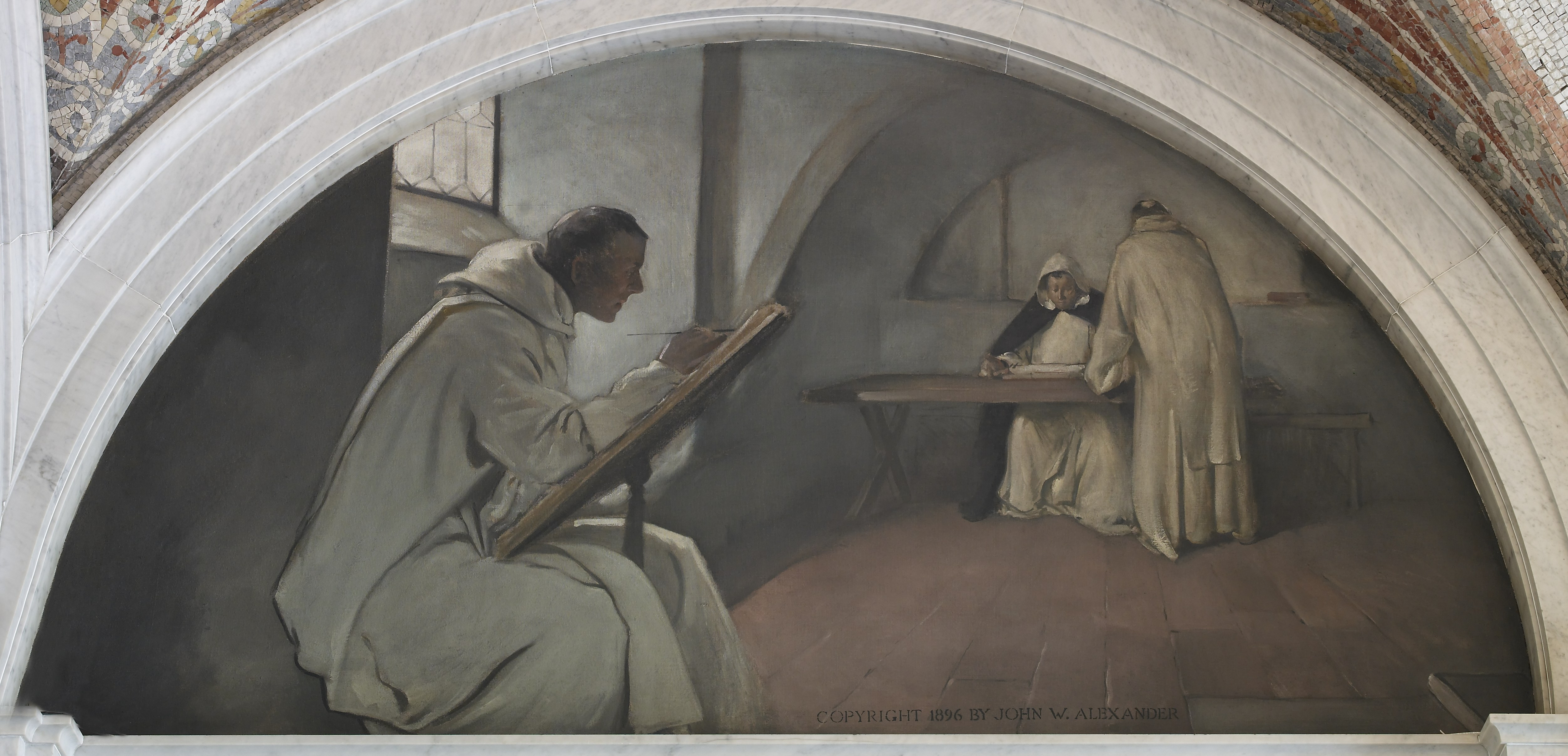
手稿書壁畫，1896年，國會圖書館湯馬斯·傑弗遜大樓，華盛頓特區
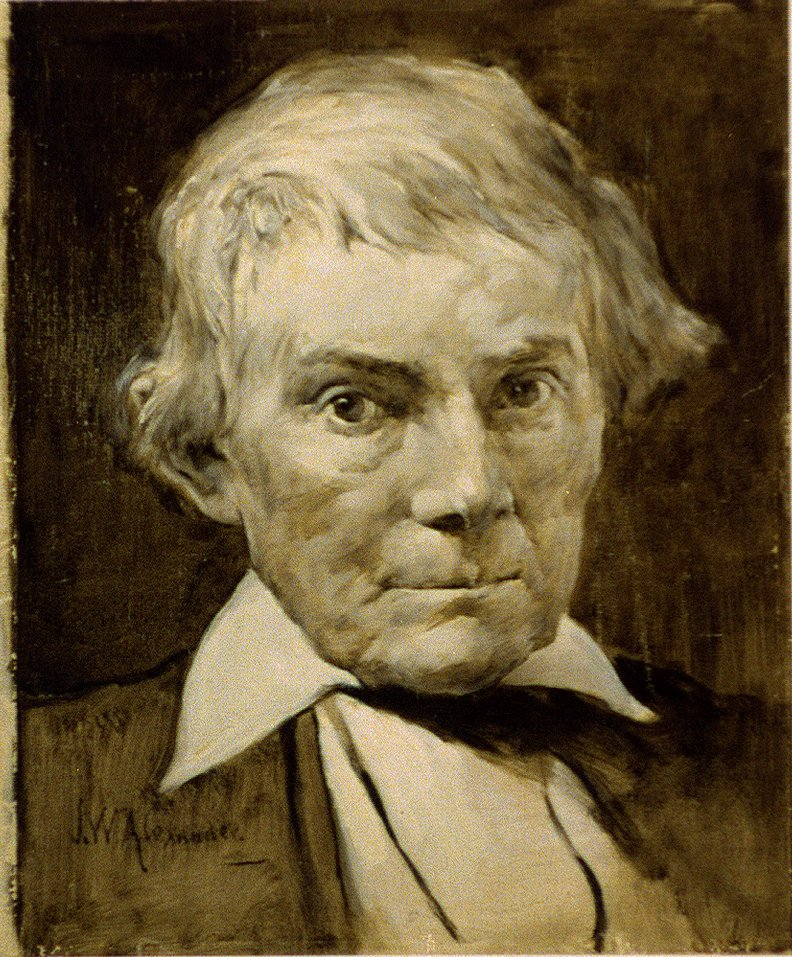
《亞歷山大·H·史蒂芬斯》，1883年
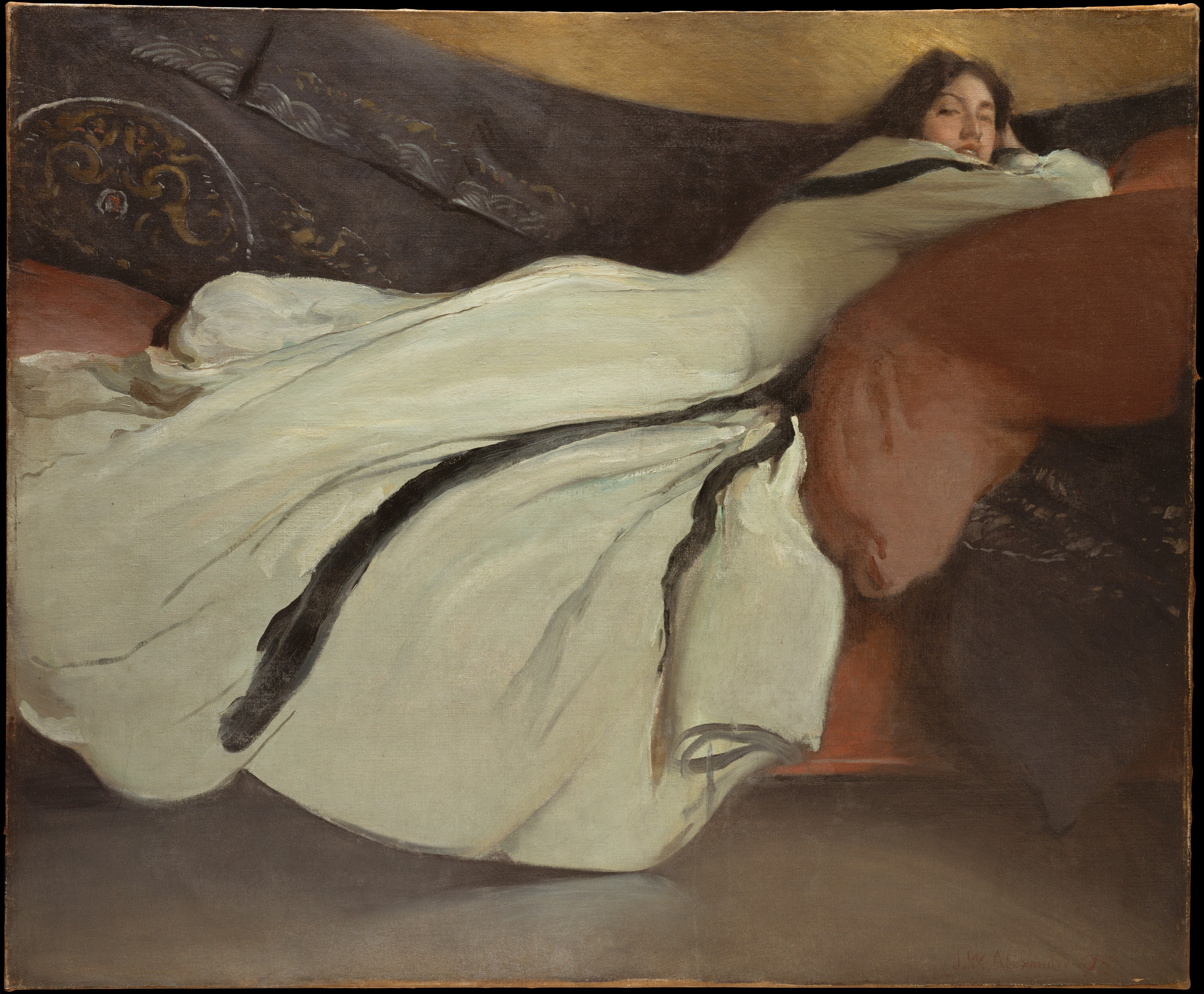
《休息》，1895年

## 外部連結
- John White Alexander at American Art Gallery （页面存档备份，存于）
- A Finding Aid to the John White Alexander papers, 1775–1968, bulk 1870–1915 in the Archives of American Art, Smithsonian Institution （页面存档备份，存于）
- John White Alexander at Artcyclopedia （页面存档备份，存于）
- John White Alexander and the Construction of National Identity: Cosmopolitan American Art, 1880–1915 by Sarah J. Moore （页面存档备份，存于）
- Hervey Allen Papers